# 贝尔格莱德工会大厦

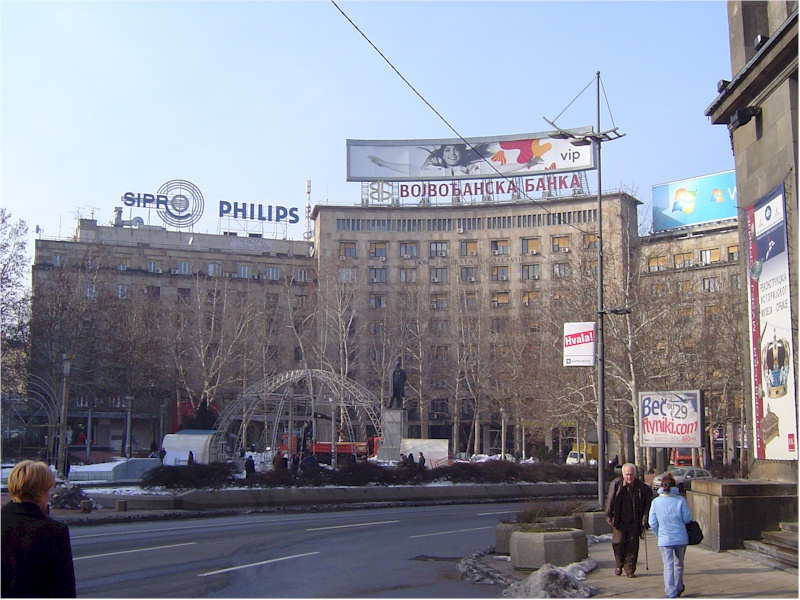

贝尔格莱德工会大厦是塞尔维亚首都贝尔格莱德尼古拉·帕西奇广场上的一个建筑，建于1957年。工会大厦虽然是贝尔格莱德的工会中心，但是现在建筑内的大部分空间都进行商业出租。工会大厦内部有四个电影院，其中一号电影院可以容纳1600人。工会大厦也经常举办全国性的文化活动。